# Canscora alata
Canscora alata är en gentianaväxtart som först beskrevs av Albrecht Wilhelm Roth, och fick sitt nu gällande namn av Nathaniel Wallich. Canscora alata ingår i släktet Canscora och familjen gentianaväxter. Inga underarter finns listade i Catalogue of Life.